# Endurance – Das Wrack im Eis
Endurance – Das Wrack im Eis ist ein Dokumentarfilm von National Geographic Documentary Films aus dem Jahr 2024 über die Suche nach dem Schiff Endurance, mit dem der britische Polarforscher Ernest Shackleton und 27 weitere Männer im Jahr 1914 zur Endurance-Expedition in die Antarktis aufbrachen.
Veröffentlicht wurde der Film am 1. November 2024 auf den Onlinevideoportalen hulu und Disney+.

## Handlung
Der Film begleitet im Jahre 2022 das Forschungsschiff S. A. Agulhas II auf der Expedition Endurance22 zur Suche nach dem Schiffswrack der Endurance, das in etwa 3000 m Tiefe auf dem Meeresboden des antarktischen Weddellmeeres liegt. Bereits im Jahre 2019 suchte man nach der Endurance, scheiterte aber nachdem das zu Wasser gelassene autonome Unterwasserfahrzeug nach dreißig Stunden keine Signale mehr an das Schiff sendete. Das neue autonome Unterwasserfahrzeug wurde technisch verbessert und u. a. mit einer noch besseren Kamera sowie einem Glasfaserkabel ausgestattet. Eine große Herausforderung stellt besonders der sogenannte Weddelwirbel dar, ein täglich im Durchschnitt 20 km weit driftender Meereswirbel im Weddelmeer, der im Uhrzeigersinn dreht und wogegen das Forschungsschiff anfahren muss, um nicht vom Wrackort abgedriftet zu werden.
In Rückblenden wird die Shackletonexpedition nacherzählt, wobei Zitate von Ernest Shackleton und seinem First Officer Lionel Greenstreet, dem Meteorologen Leonard Hussey sowie die Bilder des Malers und Hundeführers George Marston sowie Fotos und Videos von Frank Worsley eingesprochen bzw. gezeigt werden, darunter erstmals Worsleys originale 35-mm-Aufnahmen, die vom British Film Institute restauriert und koloriert wurden. Mittels Künstlicher Intelligenz wurden die Zitate mit den Stimmen der historischen Figuren wiedergegeben.
Am Filmende wird die Endurance als digitales 3D-Modell gezeigt.

## Filmzitate
“A shipwreck is, is just this huge artifact. It’s all there. I mean, the best time capsules.”

„Ein Schiffswrack ist ein riesiges Artefakt, da ist alles drin. Es sind die besten Zeitkapseln.“

„Die Herausforderung war, dass wir nicht genau wussten, wo das Schiff gesunken ist, was daran liegt, dass damals die Position mit einem Sextant bestimmt wurde, vom Kapitän Frank Worsley, und diese Positionsbestimmung geht nur bei gutem Wetter. Das heißt es gab eine Positionsbestimmung am 18. November 1915 und eine am 22. November 1915. Das Schiff ist aber am 21. November gesunken. […] Was sind die Bedingungen gewesen, was war das Wetter, was kann passiert sein in puncto der Drift und Bewegung des Eises.“

## Musik
- Antonín Dvořák: Humoresque op. 101, B.187: No. 7, poco lento e grazioso in G flat Major
- Claude Debussy: Children’s Corner
- Jack Judge, Harry Gregson-Williams: It’s a Long Way to Tipperary
- Wearing of the Green